# Мискет дунавски
Мискет дунавски е червен десертен сорт грозде. Селектиран е в България чрез кръстосването на сортовете Чауш и Хамбургски мискет в Института по лозарство и винарство в гр. Плевен.
Известен е и като: Хибрид III-17/1.
Ранно зреещ сорт: узрава в средата на август. Лозите са средно растящи. Устойчив към сиво гниене, неустойчив към ниски температури, гъбични болести и филоксера.
Гроздът е средно голям до голям (300 г.), коничен, рехав или средноплътен, с изравнени зърна. Зърната са едри (4,17 г.), кръгли, тъмночервени. Кожицата е покрита с дебел восъчен налеп със синкав оттенък. Месото е хрупкаво, свежо, сладко с приятен вкус и слаб мискетов аромат. Сокът е оцветен.
Използва се за прясна консумация. Издръжлив на транспортиране. Захарното съдържание в гроздето в технологична зрялост е 18,3 %, а киселините са 5,86 г/л.